# حارة الحكومة (جعار)
حارة الحكومة هي إحدى حارات حي محمد ثابت بمدينة جعار التابعة لمحافظة أبين، بلغ تعداد سكانها 333 نسمة حسب تعداد اليمن لعام 2004.